# Roberto Ríos Sanjinés
Roberto Ignacio Ríos Sanjinés (La Paz, Bolivia; 21 de noviembre de 1986) es un economista y político boliviano que actualmente ocupa el alto cargo de Ministro de Gobierno de Bolivia desde el 20 de mayo de 2025 durante el gobierno del presidente Luis Arce Catacora. Fue también el viceministro de Seguridad Ciudadana durante más de cuatro años desde el 6 de abril de 2021 hasta el 20 de mayo de 2025.

## Biografía
Roberto Ríos Sanjinés nació un 21 de noviembre de 1986 en la ciudad de La Paz. Después de salir bachiller del Instituto Americano el año 2003, Ríos continuó con sus estudios superiores ingresando a estudiar en la Facultad de Ciencias Económicas y Financieras de la Universidad Mayor de San Andrés (UMSA) de donde se tituló como economista de profesión el año 2009.
Posteriormente, realizó estudios de posgrado obteniendo un diplomado en Gestión de Proyectos así como también una maestría en Gestión y Políticas Públicas de la Universidad Católica Boliviana (UCB) de la ciudad de La Paz.

### Viceministro de Seguridad Ciudadana de Bolivia (2021-2025)

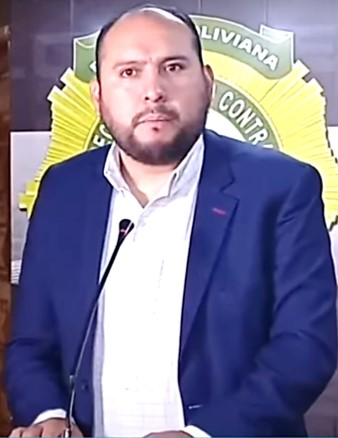
Ministro Roberto Ríos en mayo de 2025 a sus 38 años de edad.

El 6 de abril de 2021, el entonces ministro de gobierno Carlos Eduardo Del Castillo Del Carpio designó a Roberto Ríos como el nuevo viceministro de seguridad ciudadana en reemplazo de Gonzalo David Lazcano Murillo quien estuvo en el cargo solamente por apenas cuatro meses.

### Ministro de Gobierno de Bolivia (2025)
El 20 de mayo de 2025, el presidente de Bolivia Luis Arce Catacora designó al economista paceño Roberto Ríos Sanjinés de 38 años de edad como el nuevo ministro de gobierno en reemplazo del abogado cruceño Eduardo Del Castillo quien días atrás había renunciado al cargo ministerial para participar en las elecciones generales de Bolivia de 2025 como candidato a la presidencia de Bolivia en representación del partido político del Movimiento al Socialismo (MAS-IPSP).